# La Noche de Mirtha
La Noche de Mirtha és un programa de televisió argentí conduït per l'actriu i presentadora Mirtha Legrand. Va començar a emetre's el 2013, encara que va tenir versions similars sota el nom Mirtha de Noche els anys 1999, 2000 i 2004. És la versió nocturna del programa Almorzando con Mirtha Legrand, actualment presentat per la seua neta, Juana Viale. Es va transmetre el 2013 per Amèrica i actualment al Canal 13. El programa utilitza la mateixa escenografia i producció que Almorzando con Mirtha Legrand. S'emet cada dissabte a les 21:30h, hora local a Argentina, i al Canal 13 lnternacional a la 01:30h de la matinada.

## Introducció
Al principi el programa va començar com a especials nocturns de Mirtha Legrand que es feien a la mateixa escenografia que el seu propi programa històric de dinars, però davant dels bons nivells d'audiència es va convertir en un programa regular a emetre's tots els dissabtes. El 2014 va tornar tots els dissabtes per El Trece.
El programa té característiques semblants als dinars. Convidats famosos o personalitats destacades de diferents àmbits se sentin a sopar amb Mirtha però amb vestimentes més elegants encara que als dinars. Poden ser dos o quatre convidats i fins i tot un de sol. El sopar consisteix en entrevistes i debats entre els comensals.
Després de l'èxit de la Temporada 2013 del programa Almorzando con Mirtha Legrand, les autoritats del canal i la productora Endemol van arribar a un acord per afegir una edició sabatina. El seu productor principal del producte és Nacho Viale (nét de la conductora).
Originalment el programa tenia format mensual emetent-se els dissabtes, una vegada al mes, a les 22:00. A partir del 16 de novembre de 2013, després de l'èxit del programa, les emissions mensuals passen a fer setmanals.
El dissabte 28 de març de 2015 i després de passar dues setmanes del retorn de Mirtha Legrand a la televisió amb Almorzando con Mirtha Legrand a El Trece Mirtha torna amb La Noche de Mirtha a les 22 hores en directe amb la presència de l'enginyer Mauricio Macri, el Llic. Horacio Rodríguez Larreta, Hugo Alconada Mon, Carolina "Pampita" Ardohain i Lilian Tintori. Passa a transmetre's tots els dissabtes igual que s'emetia Mirtha De Noche (1999-2000-2004).
Durant la pandèmia generada pel COVID-19, el programa, igual que Almorzando con Mirtha Legrand, és conduït per la néta de la conductora oficial, Juana Viale.
El 17 de setembre del 2022 Mirtha Legrand torna a presentar el programa.

## Polèmica
Des del 2020 el programa és gravat per les circumstàncies de la pandèmia de coronavirus i per la negativa de la producció de tornar a fer el programa en directe al·legant els grans costos que genera, una decisió polèmica que Mirtha va defensar al programa de l'1 d'octubre del 2022 amb Jorge Lanata, al·legant que volia tornar als directes.